# Đức Mẹ Giang Sơn
Đức Mẹ Giang Sơn là tên gọi tượng đài Đức Mẹ nằm trên đồi Giang Sơn, cách thành phố Buôn Ma Thuột 30km về phía đông nam theo Quốc lộ 27 đường đi Đà Lạt. Đây là trung tâm hành hương Công giáo thuộc Giáo phận Ban Mê Thuột.

## Lịch sử
Vào năm 1960, Tổng thống Việt Nam Cộng Hòa Ngô Đình Diệm chỉ thị cho tỉnh Darlac tìm địa điểm để đặt một tượng Đức Mẹ. Tòa hành chánh và các linh mục Giáo hạt Ban Mê Thuột đã chọn núi Giang Sơn, vốn là một địa điểm núi sông hữu tình. Từ mặt sông Krông Ana đến tượng đài khoảng 100 mét cao. Tượng đứng trên bệ nhìn về hướng thành phố Buôn Ma Thuột .
Tượng đài Đức Mẹ Giang Sơn được linh mục Giuse Nguyễn Hữu Nghị khởi công năm 1961. Sau hai năm xây dựng, linh mục Gioan Baotixita Trần Thanh Ngoạn chủ sự làm phép và long trọng tổ chức lễ khánh thành trong 3 ngày (từ ngày 13 đến ngày 15 tháng 8 năm 1963), có rất đông giáo dân về tham dự.
Tượng Đức Mẹ cao 6,32 mét, do điêu khắc gia Đinh Văn Lượng ở giáo xứ Phát Diệm, thuộc Giáo phận Sài Gòn đảm trách, nét mặt Đức Mẹ hiền từ nhân hậu, trên đầu Đức Mẹ mang triều thiên 12 ngôi sao. Tượng đài xây dựng trên đồi đá xếp tự nhiên ở độ cao 823m so với mặt biển. Đường từ quốc lộ lên đến tượng đài dốc đứng, rộng hơn 3m, dài khoảng 1,5 km, lát đá hộc.
Năm 2000, linh mục Phêrô Bùi Văn Thục cho trùng tu, tôn tạo lại bệ tượng Đức Mẹ bằng đá hoa cương, mở rộng mặt bằng, gia cố bờ tường chung quanh lễ đài, xây dựng bốn gian nhà và hai phòng cơm dành cho khách hành hương. Tháng 11 năm 2002, xây dựng nhà Bát Phúc và hoàn thành công trình trùng tu vào ngày 31 tháng 12 năm 2002. Dọc bên đường có sẵn ghế đá để khách hành hương nghỉ chân.
Vào các ngày mồng 3 Tết Nguyên đán, 15.8 hàng năm và các ngày thứ bảy đầu tháng, có rất đông khách hành hương từ khắp nơi về dự Thánh lễ tôn vinh Đức Mẹ.
Ngày 15 tháng 8 năm 2011, Lễ Đức Mẹ Lên Trời, tại đồi Đức Mẹ Giang Sơn, có khoảng 40.000 khách hành hương đến với Đức Mẹ và tham dự thánh lễ do giám mục Vinh Sơn Nguyễn Văn Bản chủ tế.
Ngày 13 tháng 9 năm 2011, Tổng giám mục Leopoldo Girelli, đại diện không thường trú của Tòa thánh tại Việt Nam đã tới viếng thăm tượng đài Đức Mẹ Giang Sơn.